# Југио
Југио (јап. 遊☆戯☆王 - Yu☆Gi☆Oh!; енг. Yu-Gi-Oh!) популарна је манга, настала у Јапану 1996. године, а чији је цртач Казуки Такахаши. По узору на мангу, направљена је и анимирана ТВ серија, као и многе карте за играње. Оригинални Југио серијал је имао 5 сезона, и 224 епизоде, од чега је студио Лаудворкс, узимајући за основу америчку прерађену и цензурисану верзију, на српски језик синхронизовао прве четири сезоне, односно 184 епизоде. Одмах након тога, кренуло се са радом на следећем серијалу, Југиo Ге-Икс- у, тако да је пета сезона прескочена. Раније је направљена и засебна серија од 27 епизода, која не улази у другу Југио причу. Та сезона се популарно назива сезона 0 и није интернационално синхронизована.

## Прича
Прича прати дечака који налази хиљадугодишњу загонетку и у њој открива духа древног безименог фараона. У почетку Југи није свестан његовог присуства, али ће ускоро сазнати за њега. Борећи се на разним турнирима с пријатељима против зликоваца као што су Максимилијан Пегаз, Марик Иштар и Дарц, он схвата да је његова судбина да спаси свет од злих играча који желе загосподарити светом - Јами Марик, Јами Бакура, Дарц и други. Прича такође прати судбину власника мистичних хиљадугодишњих елемената.
Главног јунака Југија на том путу прати друштво, Џои, Теа и Тристан. Касније им се придружују и Дјук и Серенити (Џоијева сестра).

## Ликови

### Југи Мото
Југи је главни лик. Од деке је добио хиљадугодишњу загонетку. Када се загонетка активира, Југи постаје Јами Југи. Јами не само да је мајстор двобоја, већ је храбар и пун самопоуздања.
Југи у двобојима користи декин шпил. У свом првом великом двобоју против Сето Каибе, победио је уз помоћ незаустављивог Ексодије. Ипак, на путу у Краљевство двобоја, Вивл Андервуд му је бацио свих пет делова Ексодије у океан. То није омело овог мајстора у двобојима и Југи је победио на Краљевству двобоја. Југијева омиљена карта је Мрачни чаробњак. Касније Југи долази до сва три египатска бога, најмоћнијих карата на свету. Прво је добио Слајфера - небеског змаја против једног од Марикових слуга, другог Обилиска мучитеља (Обелиск тхе Торментор) против Сето Каибе а трећег Крилатог змаја Ра против Марика. Од свих непријатеља, које ће имати на свом путовању Југи, највећи је Марик Иштар који га покушава послати у царство сенки и узети му Египатске Богове.

### Солoмoн Мото
Соломун је Југијев деда. Он му је дао да склопи мистичну слагалицу. Био је археолог. Њега је Пегаз заробио у краљевство сенки да би се Југи борио на турниру Краљевства двобоја. Соломун је веома мудар и веома строг човек. Југи је од њега научио најбоље тактике како поразити непријатеља и многе друге вештине. За Југија и његове пријатеље Соломун је био као Гуру-заштитник.

### Сето Каиба
Сето Каиба је власник Каиба корпорације, коју је наследио од свога очуха. Сето има малог брата Мокубу. Његов вечити ривал је Југи Мото, који га је једини поразио у двобоју и од тог тренутка Југи постаје славан. Сето Каиба је врло арогантна и поносна особа која мисли само на себе и свога брата. Његово омиљено чудовиште је Плави плавооки змај.

### Максимилијан Пегаз
Софистициран и културан, Пегаз је не само генијални творац игре Двобој чудовиста - коју је створио по узору на древне египатске игре у сенци, него је и савршени џентлмен.
Међутим, Пегаз има много мрачних тајни. Његово лево око је замењено древним египатским артефактом под називом Хиљадугодисње око.
Пегаз најчешће користи цртани шпил. Најдража карта му је Цртани свет.
Такође Пегаз је организовао и Карљевство двобоја како би дошао до што више елемената укључујући и Југијеву загонетку.

### Џои Вилер
Џои је плаховити борац познат по својој импулсивној природи и срећи. Почиње да учествује у двобојима да би сакупио новац за сестрину операцију очију. Иако уме да буде тврдоглав и пун непромишљених потеза, има златно срце и учинио би све за своје пријатеље и за своју млађу сестру, која не живи са њим. Главна карта Џоијевог шпила је Паклени змај.

### Маи Валентин
Маи Валентин се први пут појављује у 1. сезони (у 3. епизоди). Она је на турниру Краљевства двобоја због новца и луксузног живота. Маи је у почетку егоистична и зла особа, али од када је почела да се дружи са Југијем и осталима постала је добра и брижна особа, нарочито према Џоију. На турниру Краљевства двобоја није добро прошла, била је на 4. месту. Маи је одувек била усамљена и несхваћена особа. Њени родитељи су били веома заузети да би јој се и мало посветили, то је био разлог зашто је Маи била тако окрутна. Она је лепа плавокоса девојка, колико је и лепа толико је и опасна, њена најдража карта је Окрутна дама. Једино је са опаким дамама имала да дели и радост и тугу. Знала је колико год њене даме биле снажне оне нису праве, у 4. сезони појавила се једна група људи, који су крали људске душе, Маи је била њихов члан. Желела је моћ то је и добила. Њен циљ је да уништи то пријатељство, почевши од Вилера. На крају Вилер губи душу, али Маи постаје добра особа.

### Марик Иштар
Први пут се појављује у другој сезони. Захваљујући свом хиљадугодишњем штапу може да управља људима, односно њиховим умовима. У почетку има два египатска бога код себе, али губи Слајфера од Југија. Касније Марикова још лошија страна преузима његово тело и тада његова добра страна покушава да исправи све што је урадио тако што користи Теу, како би ступио у контакт са Југијем.

### Бакура
Пријатељ је Југија. Има хиљадугодишњи прстен. Међутим у том прстену живи зли дух Јами Бакура, који прави невоље већ од прве сезоне. Циљ му је да скупи свих седам хиљадугодишњих елемената, како би владао светом. Јами Бакура преузима тело доброг Бакуре и покушава да пошаље Југија и његове пријатеље у царство сенки и узме му хиљадугодишњу загонетку. Међутим, Јами Југи га спречава у томе. Касније Јами Бакура ће бити највећи непријатељ Југија до краја.

### Теа Гарднер
Теа је најбоља Југијева пријатељица. Сан јој је да оде у Њујорк и да научи да плеше. Слабо се бори али даје подршку Југију и Џоију кад се боре. Највише захваљујући њој Југи увек зна да није сам у двобојима, већ да га бодре пријатељи.

### Ребека Хопкинс
Ребека је унука Соломуновог пријатеља и колеге, која је до ушију заљубљена у Југија. Она живи у Америци и првак је Америке у двобоју чудовишта. Њен шпил садржи углавном карте змајева, али има и веома јаких карата замки и карата магија. Сем што користи комбинације змаја, она користи још и карте које наносе штету противнику.

### Тристан Тејлор
Такође Југијев пријатељ. Као и Теа слабо се бори, али даје подршку Југију и Џоију у њиховим двобојима. Његова симпатија је Џоијева сестра Серенити, што Џоија нервира.

### Серенити Вилер
Џоијева млађа сестра. Она много воли Џоија. Када су се њихови родитељи развели, Џои је морао да се растане са сестром. Она од рођења има проблема са очима. Џои се борио у Краљевству двобоја због њене операције. Серенити је добра и лепа особа. Како је Тристан заљубљен у њу и она осећа исто. Серенити није неки борац, борила се само у виртуалном свету са Тристаном против Незбита.

## Улоге
| Лик                 | Српски глас (С1−4) (Лаудворкс) |
| ------------------- | ------------------------------ |
| Југи Мото/Јами Југи | Никола Булатовић               |
| Џои Вилер           | Иван Босиљчић                  |
| Теа Гарднер         | Јелена Ђорђевић Поповић        |
| Тристан Тејлор      | Синиша Убовић                  |
| Сето Каиба          | Синиша Убовић                  |
| Максимилијон Пегаз  | Дарко Томовић                  |
| Јами Марик          | Дарко Томовић                  |
| Маи Валентин        | Бојана Стефановић              |
| Јами Бакура         | Предраг Ђорђевић               |
| Наратор             | Предраг Ђорђевић               |

## Спинофови
- Југио Ге-Икс
- Југио Р
- Југио 5Д
- Југио Зексал
- Југио АРК-В
- Југио Вреинс
- Југио Севенс